# 西螺三姓械鬥
西螺三姓械鬥簡稱三姓械鬥，又稱李鍾廖械鬥，是1875年（光緒元年）至1877年（光緒三年）發生在清治台灣雲林縣西螺鎮一帶的分類械鬥。當時雲林有廖、李、鍾三大姓。李姓、鍾姓為姻親，分布於新店一帶，他們的商業交易區稱為「頂店」，廖姓居住於七嵌，他們的商業交易區稱為「下店」。「頂店」與「下店」雙方因迎神賽會的觀念以及經濟活動的糾紛而相互結怨。1875年，住在茄苳仔（今国立西螺高级农工职业学校附近）的李龍溪之子騎著自家的一匹白馬踩踏和盜食居住在西螺廣興庄廖雀輝的稻田，遭到廖雀輝之子襲擊和報復。李龍溪於是到廖雀輝家中理論，未有結果。隨後李龍溪和廖雀輝互相殺死對方的兒子。（此段經過又被稱為「白馬事件」）由於雙方不斷喊來宗族助陣，最終演變成李、鍾二姓與廖姓在西螺的全面械鬥。械鬥持續2年4個月，至1877年，鍾姓頭人戰死，官府介入後，廖、李兩姓頭人又被處決，李、鍾二姓族人被迫搬離新店。